# Låt min ande spegla klar din bild som korset bar
Låt min ande spegla klar din bild som korset bar är en sång med text från 1896 av Karl Fredrik Andersson. 
Texten sjungs på en melodi från 1888 av Celestine Oliphant.

## Publicerad i
- Musik till Frälsningsarméns sångbok 1907 som nr 313.
- Frälsningsarméns sångbok 1929 som nr 167 under rubriken "Helgelse - Bön om helgelse och Andens kraft".
- Frälsningsarméns sångbok 1968 som nr 191 under rubriken "Helgelse".
- Frälsningsarméns sångbok 1990 som nr 430 under rubriken "Helgelse".